# Club dels Federalistes
El Club dels Federalistes fou un grup polític federalista fundat a Barcelona el 1868 per Francesc Pi i Margall i Valentí Almirall i Llozer que en fou el primer president i el director del seu òrgan, El Federalista (1868). En formaren part Manuel de Lasarte i Rodríguez-Cardoso, Gonçal Serraclara i Costa, Rafael Boet, Baldomer Lostau i Prats, Antoni Feliu i Codina, Josep Anselm Clavé, Tomas Padró i Josep Lluís Pellicer. Es proposava la difusió de l'ideari federalista i la implantació de la república federal per la convicció i no per la violència. S'oposà al centralisme de la Junta Revolucionaria de Madrid de 1868 i radicalitzaren algunes de les seves postures. El 15 d'abril de 1873 es dissolgué i els seus membres més tard es retrobarien en el Centre Català. Tanmateix, Antoni Feliu i Codina, a les seves Memorias de un veterano de la República publicades al diari El Diluvio entre febrer i març de 1917, data la dissolució de l’entitat el 22 de juliol de 1869 com a conseqüència del fracàs intern del Club dels Federalistes en el Pacte de Tortosa. En aquestes memòries, a més, Feliu i Codina explica el funcionament de l’entitat així com algunes anècdotes dels seus integrants.
La seu era al carrer Perot lo Lladre al principal de l'única casa i per a reunir-se feien servir el teatre Tirso de Molina als baixos del convent de Sant Gaietà, a la pça. de Santa Anna, carrer en aquella època Duran i Bas per fer conferències setmanals.
Van publicar fulletons de gran repercussió com els que eren encapçalats amb "¡Guerra a Madrid!"